# Zlatko Hebib
Zlatko Hebib (* 28. Dezember 1990 in Dubrovnik) ist ein kroatisch-schweizerischer ehemaliger Fußballspieler.

## Karriere
Zlatko Hebib begann mit sieben Jahren beim Grasshopper Club Zürich und durchlief dort alle Jugendabteilungen. Bereits in der Saison 2007/08 spielte er mit der U 21 in der dritthöchsten Schweizer Liga. Obwohl er es danach bis zum Schweizer Jugendnationalspieler brachte, kam er auch in den folgenden beiden Jahren nicht für die Super-League-Mannschaft und so trennten sich 2010 die Wege.
In der Saison 2010/11 spielte der vielseitige Abwehrspieler für den Zweitligisten Yverdon-Sport FC. Doch nach einem Jahr wurde der Vertrag nicht verlängert und ein Wechsel nach England scheiterte. Vier Monate war er vereinslos, bevor er ein Probetraining beim deutschen Drittligisten SV Babelsberg 03 bestritt und für drei Jahre verpflichtet wurde. Am 5. November wurde Hebib erstmals eingesetzt und wurde vor der Winterpause Stammspieler in der Innenverteidigung der „Filmstädter“. Am Ende der Saison 2012/13 musste er mit seinem Klub aus der 3. Liga absteigen. Er spielte noch ein Jahr in der Regionalliga, ehe sein Vertrag nicht verlängert wurde.
Anschließend war Habib ein halbes Jahr ohne Verein, ehe er sich im Februar 2015 dem FC Biel-Bienne anschloss. Hier kam er nur unregelmäßig zum Einsatz. Nach einer zweimonatigen Leihe an Servette FC Genève im Herbst 2015 wurde sein Vertrag aufgelöst. Er war erneut ein Jahr ohne Engagement, bevor er Anfang 2017 beim FC Winterthur anheuerte. Seit Sommer 2017 spielt er für Stade Nyonnais in der Promotion League.